# اغتيال خليل المغربي
اغتيال خليل المغربي هو أحد الجرائم التي ارتكبها جيش الاحتلال الإسرائيلي بحق المواطنين الفلسطينيين العرب خلال أحداث الانتفاضة الفلسطينية الثانية في عام 2001.
كان خليل المغربي فتى فلسطيني يبلغ من العمر 11 عاما قُتل في 7 يوليو (تموز) عام 2001 برصاص دبابة تابعة للجيش الإسرائيلي بينما كان يستريح مع أصدقائه بعد مباراة لكرة القدم في رفح كما أصيب اثنان من رفاقه تتراوح أعمارهم بين 10 و12 سنة بجروح خطيرة.
برر الجيش الإسرائيلي قتل الطفل خليل المغربي آنذاك بأن قواته تعرضت للهجوم وأنهم ردوا بإطلاق النار. وذكرت مصادر فلسطينية من بينها صديق الطفل خليل إن مجموعة الأطفال كانت تقوم برشق الجنود الإسرائيليين بالحجارة عندما قُتل الطفل المغربي، وخلص تحقيق لاحق أجراه المدعي العام العسكري إلى أن الاشتباكات التي شارك فيها الفلسطينيون بإلقاء الحجارة والقنابل اليدوية على الجنود الإسرائيليين قد اندلعت ظهرًا، وأن المغربي قُتل في الساعة السابعة مساءًًا أي بعد نحو سبع ساعات من الاشتباكات. توصل التحقيق إلى أنه في وقت لاحق من مساء ذلك اليوم حاول بالغون وأطفال فلسطينيون إغلاق الطريق بالحطام والأسلاك الشائكة مما أدى إلى إطلاق طلقات تحذيرية من دبابة إسرائيلية فأصابت إحدى هذه الطلقات على ما يبدو الطفل خليل المغربي الذي كان يلعب كرة القدم في على بعد نصف ميل من الاشتباكات وأردته قتيلًا.
برأت النيابة العسكرية الإسرائيلية الجنود الإسرائيليين من ارتكاب أية مخالفات على أساس العنف الذي كان قد وقع في وقت سابق من اليوم، وعلى الرغم من أن تقرير النيابة العسكرية ذكر أن ظروف الحادث كانت تستوجب من الشرطة العسكرية إجراء تحقيق قبل إطلاق النار.
أفاد تحقيق مستقل أجرته منظمة بتشيلم الإسرائيلية لحقوق الإنسان إن تحقيق الجيش الإسرائيلي في الحادث كان ضحلاً وسطحياً أجري من قبيل تبييض الوجه فقط، وأن تصرفات القاضي المحامي العام أثارت قلقهم من أن يكون الكذب ممارسة مشروعة في مكتب المدعي العام.